# ديفون غراي
ديفون غراي (بالإنجليزية: Devon Graye)‏ مواليد 8 مارس 1987 في ماونتن فيو، الولايات المتحدة، هو ممثل أمريكي بدأ مسيرته الفنية سنة 2006.

## الأعمال

### أفلام
- أنا مايكل (2015) (بدور: كوري)
- محرك بحث (2016) (بدور: بيرت)

### مسلسلات
- ديكستر (2006) (بدور: دكستر مورغان)
- بونز (2008)
- سي إس آي: ميامي (2008) (بدور: نواه كامبل)
- سي اس آي: التحقيق في موقع الجريمة (2009) (بدور: كريغ ماسون)
- ذا منتاليست (2015)
- البرق (2015)

## روابط خارجية
- ديفون غراي على موقع IMDb (الإنجليزية)
- ديفون غراي على موقع ألو سيني (الفرنسية)
- ديفون غراي على موقع أول موفي (الإنجليزية)
- ديفون غراي على موقع قاعدة بيانات الفيلم (الإنجليزية)
- ديفون غراي على موقع كينوبويسك (الروسية)